# Lindingaspis neorossi
Lindingaspis neorossi är en insektsart som beskrevs av Mckenzie 1950. Lindingaspis neorossi ingår i släktet Lindingaspis och familjen pansarsköldlöss. Inga underarter finns listade i Catalogue of Life.